# クロウフォード郡 (ペンシルベニア州)
クロウフォード郡（英: Crawford County）は、アメリカ合衆国ペンシルベニア州の北西部に位置する郡である。2010年国勢調査での人口は88,765人であり、2000年の90,366人から1.8%減少した。郡庁所在地はミードビル市（人口13,388人）であり、同郡で人口最大の都市でもある。
クロウフォード郡はその全体でミードビル小都市圏を構成している。1800年3月12日にアレゲニー郡から分離して設立され、郡名はアメリカ独立戦争期の軍人ウィリアム・クロウフォード大佐に因んで名付けられた。

## 地理
アメリカ合衆国国勢調査局に拠れば、郡域全面積は1,038平方マイル (2,688.4 km2)であり、このうち陸地1,013平方マイル (2,623.7 km2)、水域は25平方マイル (64.7 km2)で水域率は2.41%である。

### 隣接する郡
- エリー郡 - 北
- ウォーレン郡 - 東
- ベナンゴ郡 - 南東
- マーサー郡 - 南
- トランブル郡 (オハイオ州) - 南西
- アシュタビューラ郡 (オハイオ州) - 西

### 国立保護地域
- エリー国立野生生物保護区

### レクリエーション
ピマテューニング貯水池を中心にピマテューニング州立公園がある。

## 政治
クロウフォード郡はアメリカ合衆国下院議員ペンシルベニア州第3および第4選挙区に属し、2013年時点ではいずれも共和党議員を選出している。ペンシルベニア州議会上院では第50選挙区に属しており、下院では第5、第6、および第17選挙区に属している。2013年時点でいずれも共和党議員を選出している。

## 人口動態
以下は2000年国勢調査による人口統計データである。
| 基礎データ - 人口: 90,366人 - 世帯数: 34,678 世帯 - 家族数: 23,858 家族 - 人口密度: 34人/km2（89人/mi2） - 住居数: 42,416軒 - 住居密度: 16軒/km2（42軒/mi2） 人種別人口構成 - 白人: 97.00% - アフリカン・アメリカン: 1.59% - ネイティブ・アメリカン: 0.20% - アジア人: 0.28% - 太平洋諸島系: 0.03% - その他の人種: 0.13% - 混血: 0.77% - ヒスパニック・ラテン系: 0.59% 先祖による構成 - ドイツ系：26.7% - アメリカ人：11.7% - アイルランド系：11.3% - イギリス系：10.8% - イタリア系：7.6% - ポーランド系：5.4% | 年齢別人口構成 - 18歳未満: 24.7% - 18-24歳: 9.2% - 25-44歳: 26.6% - 45-64歳: 23.9% - 65歳以上: 15.6% - 年齢の中央値: 38歳 - 性比（女性100人あたり男性の人口） - 総人口: 94.8 - 18歳以上: 90.8 世帯と家族（対世帯数） - 18歳未満の子供がいる: 30.4% - 結婚・同居している夫婦: 55.6% - 未婚・離婚・死別女性が世帯主: 9.2% - 非家族世帯: 31.2% - 単身世帯: 26.2% - 65歳以上の老人1人暮らし: 11.6% - 平均構成人数 - 世帯: 2.50人 - 家族: 3.01人 |

## 都市と町

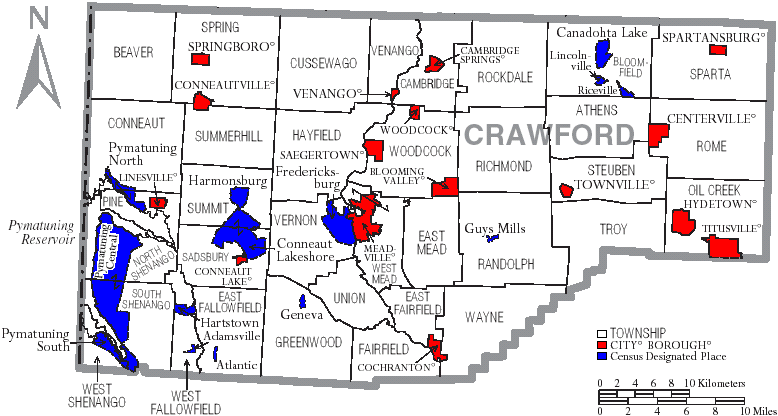
クロウフォード郡の自治体、ボロは赤、タウンシップは白、国勢調査指定地域は青

ペンシルベニア州法の下では4種類の自治体がある。市、ボロ、タウンシップ、町である。

### 都市
- ミードビル - 郡庁所在地
- タイタスビル - ペンシルベニア・オイルラッシュの中心地となった

### ボロ
| - ブルーミングバレー - ケンブリッジスプリングス - センタービル - コクラントン - コノートレイク | - コノートビル - ハイドタウン - ラインズビル - セイジャータウン - スパータンズバーグ | - スプリングボロ - タウンビル - ベナンゴ - ウッドコック |

### タウンシップ
| - アセンズ - ビーバー - ブルームフィールド - ケンブリッジ - コノート - カッセワゴ - イーストフェアフィールド - イーストファロウフィールド - イーストミード - フェアフィールド - グリーンウッド - ヘイフィールド | - ノースシェナンゴ - オイルクリーク - パイン - ランドルフ - リッチモンド - ロックデール - ローム - サズベリー - サウスシェナンゴ - スパータ - スプリング - スチューベン | - サマーヒル - サミット - トロイ - ユニオン - ベナンゴ - バーノン - ウェイン - ウェストファロウフィールド - ウェストミード - ウェストシェナンゴ - ウッドコック |

### 国勢調査指定地域
国勢調査指定地域はアメリカ合衆国国勢調査局が人口統計データを取るために設定した地域である。州法の下では実際の司法権が及ぶ範囲ではない。
| - アダムズビル - アトランティック - カナドータレイク - コノートレイクショア - フレデリックスバーグ | - ジェネバ - ガイズミルズ - ハーモンズバーグ - ハーツタウン - カータウン | - リンカーンビル - ピマテューニングセントラル - ピマテューニングノース - ピマテューニングサウス - ライスビル |

### 未編入の町
国勢調査指定地域同様公式の管轄権は無いが、国勢調査指定地域とは異なり他の面でも特に役割が無い。単に伝統的な名前を持つ場所である。
- ベルズコーナーズ

## 教育

### 高等教育機関

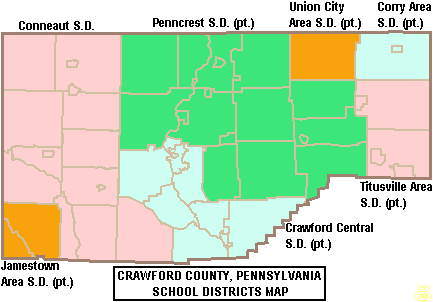
クロウフォード郡教育学区の区分図

- アレゲニー・カレッジ、ミードビル
- ピッツバーグ大学タイタスビル校、

### コミュニティカレッジ
- 精密工学大学 (PMI)[6]

### 公共教育学区
- コノート教育学区
- コリー地域教育学区
- クロウフォード中央教育学区
- ジェイムズタウン地域教育学区
- ペンクレスト教育学区
- タイタスビル地域教育学区
- ユニオンシティ地域教育学区